# Anthony Doghmi
Anthony Doghmi (* 29. November 1972) ist ein ehemaliger deutscher Footballspieler.

## Leben
Doghmi stammt von einem tunesischen Vater, der als Filmproduzent in den Vereinigten Staaten tätig war, und einer deutschen Mutter ab. Nach seinen Footballanfängen im Nachwuchsbereich der Würzburg Pumas spielte er bei den Rothenburg Knights (1992 und 1993) sowie von 1994 bis 1997 bei den Hanau Hawks.
Er spielte von 1998 bis 2003 für die Düsseldorfer Mannschaft Rhein Fire in der NFL Europe. 1998 und 2000 gewann der Linebacker mit den Düsseldorfern den World Bowl. 2002 und 2003 zog er mit der Mannschaft ebenfalls ins Endspiel der NFL Europe ein, verlor dort aber gegen Berlin Thunder beziehungsweise Frankfurt Galaxy.
In den Jahren 1998 und 1999 stand der 1,96 Meter messende Doghmi außerhalb der Saison der NFL Europe in der Football-Bundesliga für die Braunschweig Lions auf dem Rasen. Er gewann mit den Niedersachsen 1998 sowie 1999 die deutsche Meisterschaft und 1999 auch den Eurobowl. Mit der deutschen Nationalmannschaft holte er bei der Europameisterschaft 2000 die Silbermedaille.
Neben seiner Beschäftigung in der NFL Europe war Doghmi 2000 und 2001 Mitglied der Düsseldorf Panther sowie 2003 und 2004 der Essener Mannschaft Assindia Cardinals. 2005 ging er zu den Düsseldorf Panthern zurück, 2008 schloss er sich wieder den Assindia Cardinals an. Sowohl in Düsseldorf als auch in Essen arbeitete Doghmi zusätzlich zu seiner Spielertätigkeit im Trainerstab mit. Als Spieler wurde er bei den World Games 2005 in Duisburg mit Deutschland Sieger bei der EM 2005 Zweiter und bei der Weltmeisterschaft 2007 Dritter.
Zur Saison 2009 wechselte er zum Regionalligisten Mönchengladbach Mavericks, bei dem er als Co-Trainer tätig wurde und die Verteidigung betreute. Zudem war er in Mönchengladbach als Spieler daran beteiligt, dass die Mannschaft 2010 in die GFL aufstieg, wo er ebenfalls für die Gladbacher auflief. Im Juli 2009 wurde er zudem in den Trainerstab der deutschen Nationalmannschaft berufen und wurde dort für die Linebacker zuständig.
Im Vorfeld der Saison 2012 stieß er wieder zum Trainerstab der Assindia Cardinals und übernahm dort die Betreuung der Defensive Line. Ab August 2016 arbeitete er als Assistenztrainer bei den Düsseldorf Panthern und gewann mit den Rheinländern 2017 die Vizemeisterschaft in der zweiten Liga. Im Oktober 2017 wurde Doghmi als Neuzugang im Trainerstab der Schiefbahn Riders aus Willich vorgestellt, war dann gleichwohl auch 2018 bei den Düsseldorf Panthern tätig.